# معهد نيو مكسيكو للتعدين والتكنولوجيا
معهد نيو مكسيكو للتعدين والتكنولوجيا (New Mexico School of Mines سابقًا ) هو جامعة عامة في سوكورو ، نيو مكسيكو . تقدم أكثر من 30 درجة بكالوريوس في التكنولوجيا والعلوم والهندسة والإدارة والاتصالات التقنية ، بالإضافة إلى درجات الدراسات العليا في مستويي الماجستير والدكتوراه. 
معهد نيو مكسيكو للتعدين والتكنولوجيا هي جامعة بحثية وتعليمية صغيرة نسبيًا (1412 طالبًا اعتبارًا من 2020) تركز على العلوم والهندسة. 
تأسست المؤسسة من قبل الهيئة التشريعية الإقليمية لنيو مكسيكو في العام 1889 باسم مدرسة نيو مكسيكو للمناجم لتعزيز الاقتصاد الإقليمي وتعليم تخصصات التعدين على مستوى الكلية.
خلال الثلاثينيات من القرن الماضي ، أصبحت هندسة وتكنولوجيا البترول أيضًا مجالًا مهمًا للدراسة في المعهد. في عام 1946 ، بدأ معهد نيو مكسيكو للتعدين والتكنولوجيا في تقديم شهادات الدراسات العليا. تبنى المعهد اسمه الحالي في عام 1951 ، لكن التغيير لم يكن ساريًا قانونيًا حتى عام 1960 ، عندما تم تغيير اسمه من خلال تعديل دستور ولاية نيو مكسيكو ، الفن. XII ، القسم 11. 

## البحث والتدريس

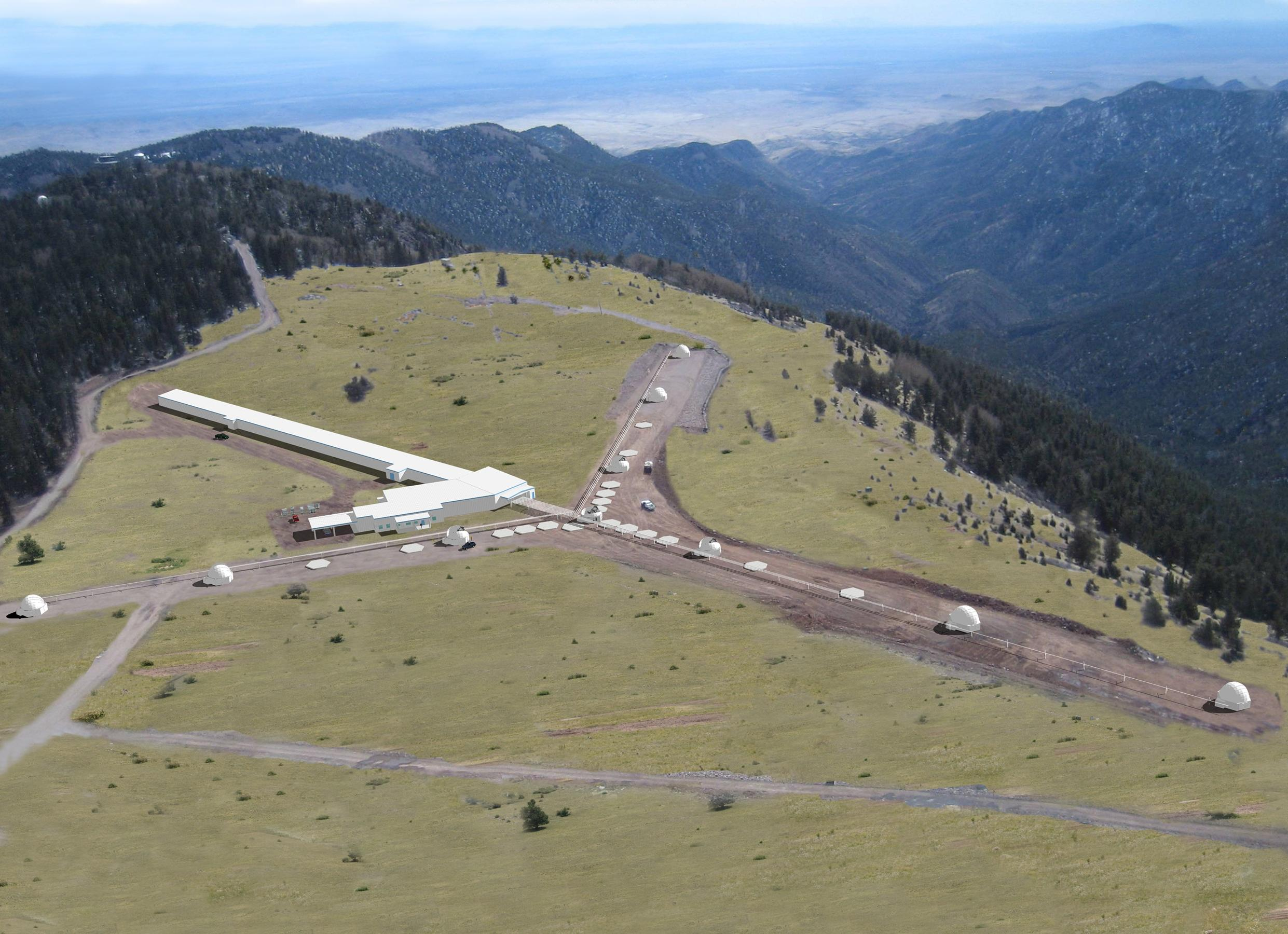
يقع مرصد Magdalena Ridge (MRO) ، الذي يديره مكتب معهد نيو مكسيكو للتعدين والتكنولوجيا للأبحاث والتنمية الاقتصادية ، على بعد غرب الحرم الجامعي على ارتفاع في غابة سيبولا الوطنية.

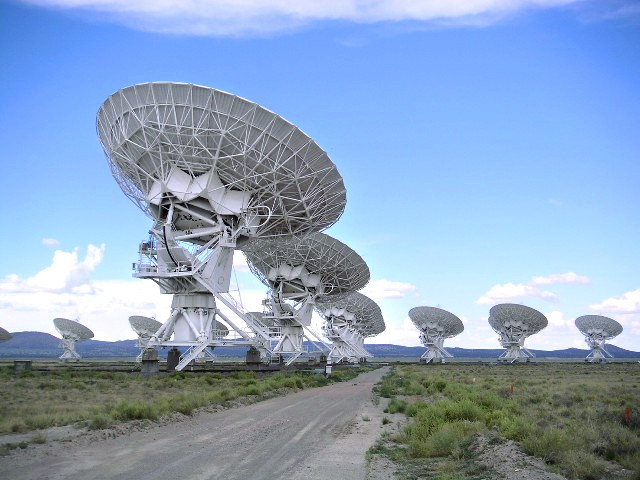
المصفوفة الكبيرة جدًا (VLA): مقياس تداخل مكون من 27 طبقًا و غرب سوكورو ، ومقرها في حرم نيو مكسيكو للتكنولوجيا.

المؤسسات البحثية المدمجة لبرنامج علم الزلازل لدراسات الصفيف لمركز أدوات الغلاف الصخري القاري (IRIS PASSCAL) ، الموجود في حرم معهد نيو مكسيكو للتعدين والتكنولوجيا.

تشمل مجالات البحث والتدريس المعروفة في معهد نيو مكسيكو للتعدين والتكنولوجيا الهيدرولوجيا والفيزياء الفلكية وفيزياء الغلاف الجوي والجيوفيزياء وتكنولوجيا المعلومات وأمن المعلومات وعلوم الأرض وهندسة المواد النشطة واستعادة البترول.[بحاجة لمصدر]
عزز التمويل الفيدرالي من وزارة الأمن الداخلي ومصادر أخرى برامج تدريب وبحث مهمة في هذا المجال (حتى الذهاب إلى أبعد من ذلك للسماح للجامعة بشراء Playas ، نيو مكسيكو ، مدينة الشركة السابقة ، كموقع ميداني).
نظرًا لبرامجها البحثية القوية بشكل خاص ، تقدم المدرسة العديد من المنح الدراسية وفرص البحث الفريدة للطلاب في كل من المستويين الجامعي والدراسات العليا ، مع نسبة أستاذ عالية جدًا إلى الطلاب تبلغ تقريبًا أستاذًا واحدًا لكل اثني عشر طالبًا. بالإضافة إلى تركيزها القوي على العلوم والتكنولوجيا ، حققت معهد نيو مكسيكو للتعدين والتكنولوجيا نموًا كبيرًا في العلوم الإنسانية والاجتماعية. القصر متوفرون الآن في التاريخ ، ودراسات أمريكا اللاتينية ، والفلسفة ، وكذلك في مجالات العلوم والهندسة. 

## مراكز العلوم والهندسة المنتسبة
- مكتب نيو مكسيكو للجيولوجيا والموارد المعدنية
- مركز أبحاث واختبار المواد الحيوية
- معهد تحليل النظم المضافة المعقدة
- المؤسسات البحثية المدمجة لعلم الزلازل [5]
- مختبر لانجموير لأبحاث الغلاف الجوي
- مرصد ماجدالينا ريدج
- المعهد الوطني لأبحاث الكهف والكارست
- المرصد الوطني لعلم الفلك الراديوي (منظمة بحثية مستقلة تديرها Associated Universities، Inc. وتقع في حرم معهد نيو مكسيكو للتعدين والتكنولوجيا)
- مركز أبحاث استعادة البترول

في عام 2003 ، اشترت الجامعة بلدة بلاياس ، نيو مكسيكو لاستخدامها كمرفق بحثي وتدريب لأول المستجيبين وبرامج مكافحة الإرهاب بالجامعة.

## المركز الوطني للتميز الأكاديمي
المدرسة هي مركز وطني للتميز الأكاديمي في تعليم ضمان المعلومات . يوفر هذا العديد من المنح الدراسية وفرص البحث الرئيسية للطلاب الجامعيين والخريجين.

## الحياة الطلابية

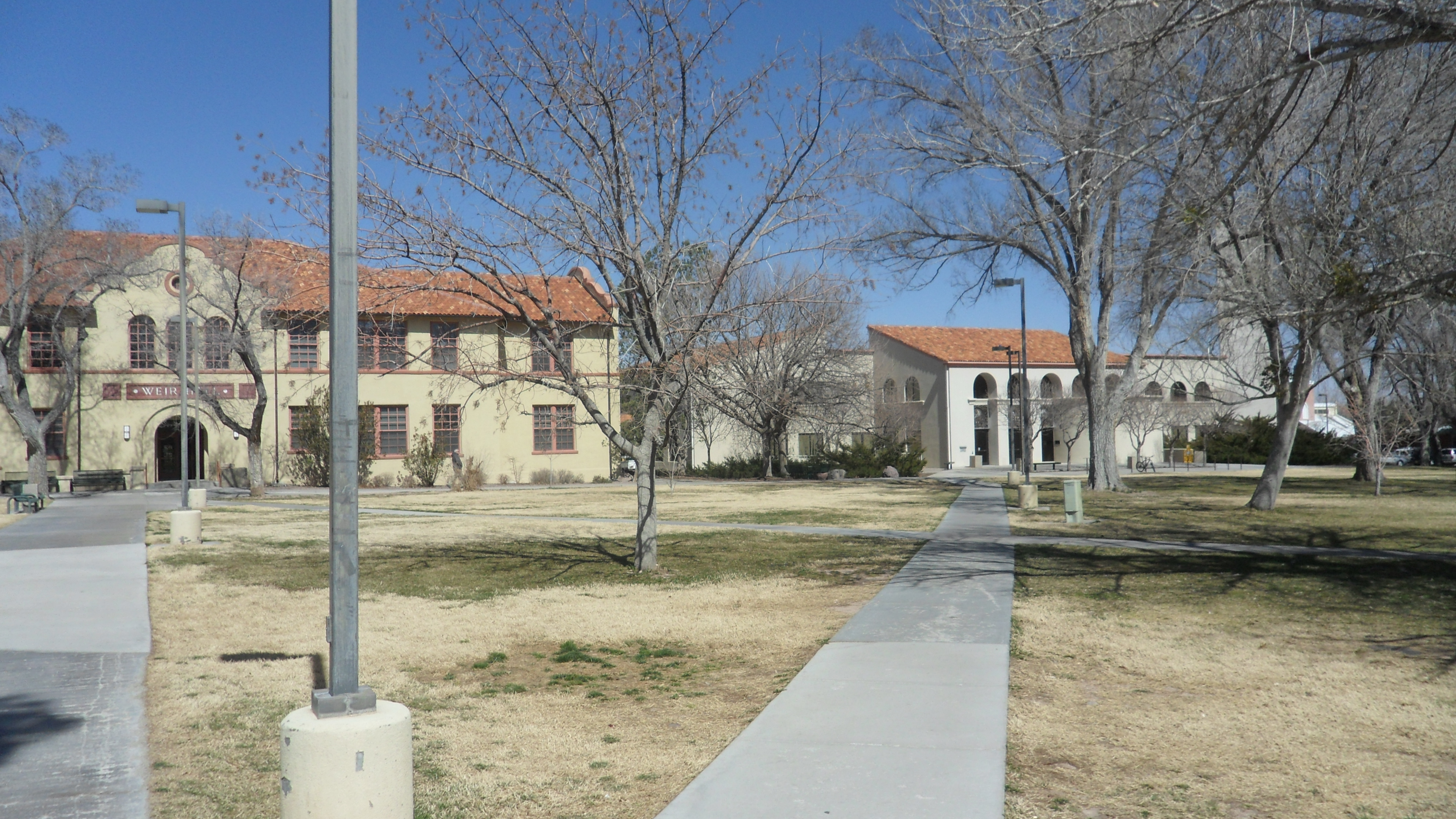
منظر لقاعة وير (يسار) والمكتبة / المركز الإعلامي (يمين) في قلب الحرم الجامعي.

يستضيف معهد نيو مكسيكو للتعدين والتكنولوجيا سلسلة سنوية من الفنون المسرحية تكون مجانية للطلاب ، جنبًا إلى جنب مع مجتمع المدينة والمقاطعة ، تدعم عددًا كبيرًا من الأحداث الخاصة كل عام. تقع معهد نيو مكسيكو للتعدين والتكنولوجيا على بعد ساعة تقريبًا جنوب البوكيرك في منطقة الصحارى العالية إلى الجبال المنخفضة التي توفر فرصًا كبيرة للاستجمام في الهواء الطلق ، بما في ذلك تسلق الصخور وركوب الدراجات على الطرق والجبال والترياتلون وفرص المشي لمسافات طويلة.   تستضيف معهد نيو مكسيكو للتعدين والتكنولوجيا أيضًا العديد من نوادي الطلاب النشطة ، ومحطة راديو Part 15 AM ، وصحيفة طلابية نصف شهرية . يضم الحرم الجامعي ملعب جولف للبطولات من 18 حفرة. 
تاريخياً ، كان سكان الحرم الجامعي من الذكور في الغالب ، لكنهم تحركوا بشكل متزايد نحو التوازن بين الجنسين.  التوزيع الحالي بين الجنسين في معهد نيو مكسيكو للتعدين والتكنولوجيا (2020) هو 70٪ ذكور و 30٪ إناث. 

## خريج متميز
- كونراد هيلتون (مواليد 1887) ، صاحب فندق أمريكي ومؤسس سلسلة فنادق هيلتون
- لاري سودربلوم (مواليد 1944) ، عالم جيوفيزيائي أمريكي مع مركز علوم الجيولوجيا الفلكية في هيئة المسح الجيولوجي الأمريكية في فلاجستاف ، أريزونا حيث شغل منصب رئيس فرع علم الفلك
- دون تريب (مواليد 1946) ، سياسي أمريكي وعضو جمهوري في مجلس النواب في نيو مكسيكو يمثل المنطقة 49 منذ يناير 1999.
- فريد بيكر (مواليد 1951) مهندس أمريكي متخصص في تطوير بروتوكولات شبكات الكمبيوتر للإنترنت .
- إبراهيم محمد بحر العلوم (مواليد 1954) ، وزير النفط العراقي من مايو 2005 حتى ديسمبر 2005 ، عندما كان عضوا في حزب الفضيلة الإسلامي .
- تيري والاس (مواليد 1954) ، مدير مختبر لوس ألاموس الوطني
- لوكاس لوندين (مواليد 1958) ، رجل أعمال [11]
- جيفري إيه لوكوود (مواليد 1960) هو مؤلف وعالم الحشرات وأستاذ العلوم الطبيعية والإنسانية بجامعة وايومنغ.
- أكسل شيرير ، الأستاذ بمعهد كاليفورنيا للتكنولوجيا ، مخترع الليزر العمودي الباعث للأسطح (VCSEL)
- جايسون هاربر سياسي أمريكي وعضو جمهوري في مجلس النواب في نيو مكسيكو يمثل المنطقة 57 منذ 15 يناير 2013.
- بولين إيرين نغيني ، كانت رئيسة خدمة التنقيب عن الهيدروكربونات في وزارة المناجم والموارد المائية والطاقة.

## روابط خارجية
- الموقع الرسمي